# Roure de Can Duran
El Roure de Can Duran (Quercus petraea) és un arbre que es troba al municipi de Palau-solità i Plegamans (el Vallès Occidental).

## Dades descriptives
- Perímetre del tronc a 1,30 m: 2,88 m.
- Alçada: 19,8 m.
- Amplada de la capçada: 19,40 x 20,50 m (amplada mitjana capçada: 19,95 metres)
- Altitud sobre el nivell del mar: 124 m.[1]

## Entorn
Es troba a tocar de la riera de Sentmenat i al costat de la senyorívola masia de Can Duran (avui dia reconvertida en restaurant), la qual és envoltada d'altres arbres insignes de Palau de Plegamans: a banda d'aquest roure, cal destacar el plàtan que s'alça a la plaça que dona entrada a la casa, així com un vell lledoner i un peculiar ginjoler.

## Aspecte general
Es troba en bon estat de conservació.

## Accés
Cal travessar el nucli urbà de Palau-solità i Plegamans en direcció al cementiri municipal, ubicat a l'extrem oest de la població. El carrer esdevé més estret i passa a denominar-se carretera de Sentmenat. Tres-cents metres abans d'arribar al cementiri, veurem el rètol del restaurant de Can Duran davant nostre. Prenem la pista asfaltada de la dreta que dona accés a la masia i de seguida descobrim el roure a mà dreta, ran de camí. Coordenades UTM: 31T X0430358 Y4604453.